# Податкова система
Податко́ва систе́ма  — це сукупність податків, зборів, інших обов'язкових платежів і внесків до бюджету і державних цільових фондів, які діють у встановленому законом порядку. Складається з прямих і непрямих податків. Прямі встановлюються безпосередньо на дохід або власність платника податків, непрямі включаються у вигляді надбавки до ціни товару і сплачуються споживачем.
Виходячи із сутності податку як категорії, можна визначити 2 функції даного поняття:
- 1) фіскальна – з допомогою податків формуються фінансові ресурси держави. Податки виступають основним джерелом доходів бюджетів різних рівнів. Об'єктивне існування податків як основного джерела доходів передбачає:
  - а) надходження їх рівномірно в календарному розрізі (рівнонапруженість);
  - б) стабільність надходження;
  - в) податки повинні рівномірно надходити по всіх територіальних рівнях;
- 2) розподільчо-регулююча. Сутність даної функції в тому, що процес стягнення податку обов'язково означає розподіл певного явища чи процесу між податкоплатником та державою. Причому стягнення податку призводить до скорочення реальних об'єктів оподаткування для конкретних платників податку.

## Елементи податків
Кожний податок має обов'язкові елементи. До них належать:
- суб'єкт податку або платник — особа, на яку законом покладено обов'язок сплачувати податок;
- база оподаткування — дохід або майно, з якого нараховується податок (заробітна плата, прибуток, майно, цінні папери тощо);
- джерело податку — дохід, за рахунок якого сплачується податок;
- ставка податку — розмір податку, який припадає на одиницю оподаткування (грошова одиниця доходу, одиниця земельної площі тощо). У практиці оподаткування розрізняють тверді, пропорційні, прогресивні і регресивні ставки податків.
- порядок обчислення податку *
- податковий період *
- строк та порядок сплати податку *
- строк та порядок подання звітності про обчислення і сплату податку *

## Види податків
За формою оподаткування всі податки поділяються на прямі і непрямі.
Прямі податки сплачуються суб'єктами податків безпосередньо й прямо пропорційно платоспроможності. Прямі поділяються на реальні та особисті. До реальних належать податки на землю, будинки, промислові, торгові, банківські установи та грошовий капітал. До особистих — податки на доходи фізичних та юридичних осіб (податковий, помайновий, із спадщини тощо).
На відміну від прямих, непрямі податки не зв'язані з розмірами доходів чи вартістю майна платника податків. Непрямі податки виступають у трьох видах: «акцизи», «фіскальні монопольні податки», «митні збори».
Акциз — різновид непрямого податку переважно на товари масового споживання (цигарки, алкогольні напої, сіль, цукор, сірники, автомобілі, холодильники, парфумерні вироби тощо), а також різні комунальні, транспортні, культурні та інші послуги, які мають широке розповсюдження (телефон, транспортні перевезення, авіа- і залізничні квитки, демонстрація фільмів). У більшості країн Заходу непрямі податки на товари і послуги внутрішнього ринку забезпечують близько 25 % всіх податкових надходжень у бюджет. Індивідуальні чи вибіркові акцизи стягуються за твердими ставками з одиниці товару. Фіскальні монопольні податки поповнюють казну за рахунок непрямого оподаткування товарів масового попиту, виробництво і реалізація яких монополізовані державою. Виник цей податок з «реалії», тобто привласнення державою виключного права на той чи інший вид діяльності. Наприклад, існує в державі монополія на виробництво алкогольних виробів. Напередодні антиалкогольної компанії цей вид монопольної державної діяльності забезпечував надходження в бюджет більше третини його суми. Практично завжди об'єктом державної монополії було також виробництво і реалізація виробів з хутра і золота.
Митні збори — це непрямі податки на імпортні, експортні і транзитні товари, тобто такі, які перетинають кордони країни. Вони сплачуються всіма, хто здійснює зовнішньоекономічні операції. В залежності від цих цілей, які переслідує держава, митні збори поділяються на «фіскальні», «протекційні», «антидемпінгові» і «пільгові».